# バルト・スラヴ語派

バルト・スラヴ語派

バルト・スラヴ語派（バルト・スラヴごは、Balto-Slavic language）とは、インド・ヨーロッパ語族のバルト語派とスラヴ語派を含むグループである。バルト語派とスラヴ語派は他の語派には見られない、いくつかの言語学的共有点をもち、最も近い共通の祖語をもつと考えられる。ほとんどのインド・ヨーロッパ語学者はバルト語派とスラヴ語派を同一の枝に位置付けているが、政治的な問題からいくつかの詳細で議論がある。Gray & Atkinson 2003による系統樹では、両者はブートストラップ値100％で姉妹群を成す。
近年の言語学者はバルト・スラヴ語が東バルト語群、西バルト語群、スラブ語派に同時に三分岐したとの見方を示している。
バルト・スラヴ祖語は比較方法によって再構され、インドヨーロッパ祖語からは、明瞭に定義される共有の音変化によって分類づけられる。ある一つの革新的な方言が、バルト・スラヴ方言連続体からわかれ、スラヴ祖語となったと考えられる。